# Lår

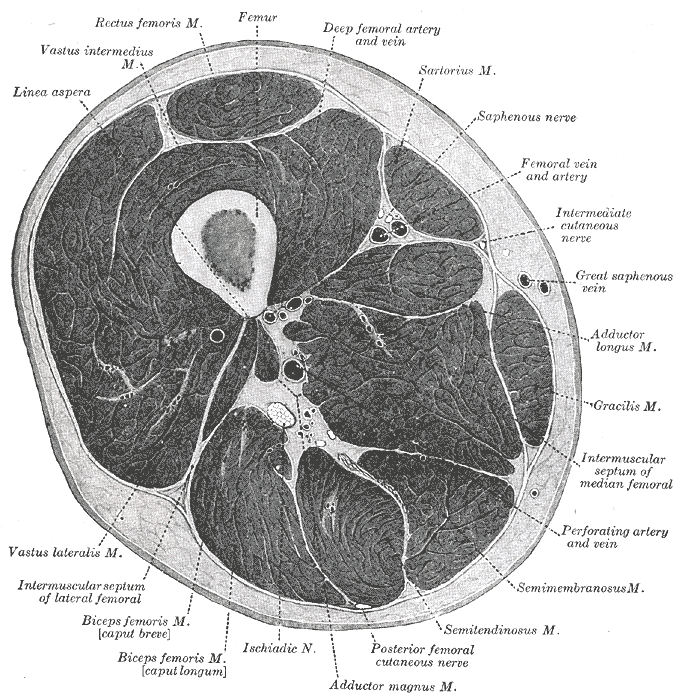
Låret i genomskärning.
Bild: Gray's Anatomy, 1918. (PD)

Lår, lårregion (latin: femur, regio femoralis) är den övre delen av benet mellan höften och skinkorna i den ena änden och knät i den andra. 
Låret har ett enda ben, lårbenet (latin os femoris), som är mycket tjockt och starkt och är ledat mot bäckenet och knät.
Lårmusklerna delas in i tre kompartment. Anteriort kompartment utgörs av quadriceps femoris, vilka extenderar knät. Mediala kompartment består av lårets och höftens adduktorer. Posteriora kompartment består av hamstrings som flekterar knät och extenderar höften. 
Överlag innerveras muskulaturen i anteriora kompartmentet av nervus femoralis, mediala av nervus obturatorius och posteriora av ischiasnervens tibiala gren.

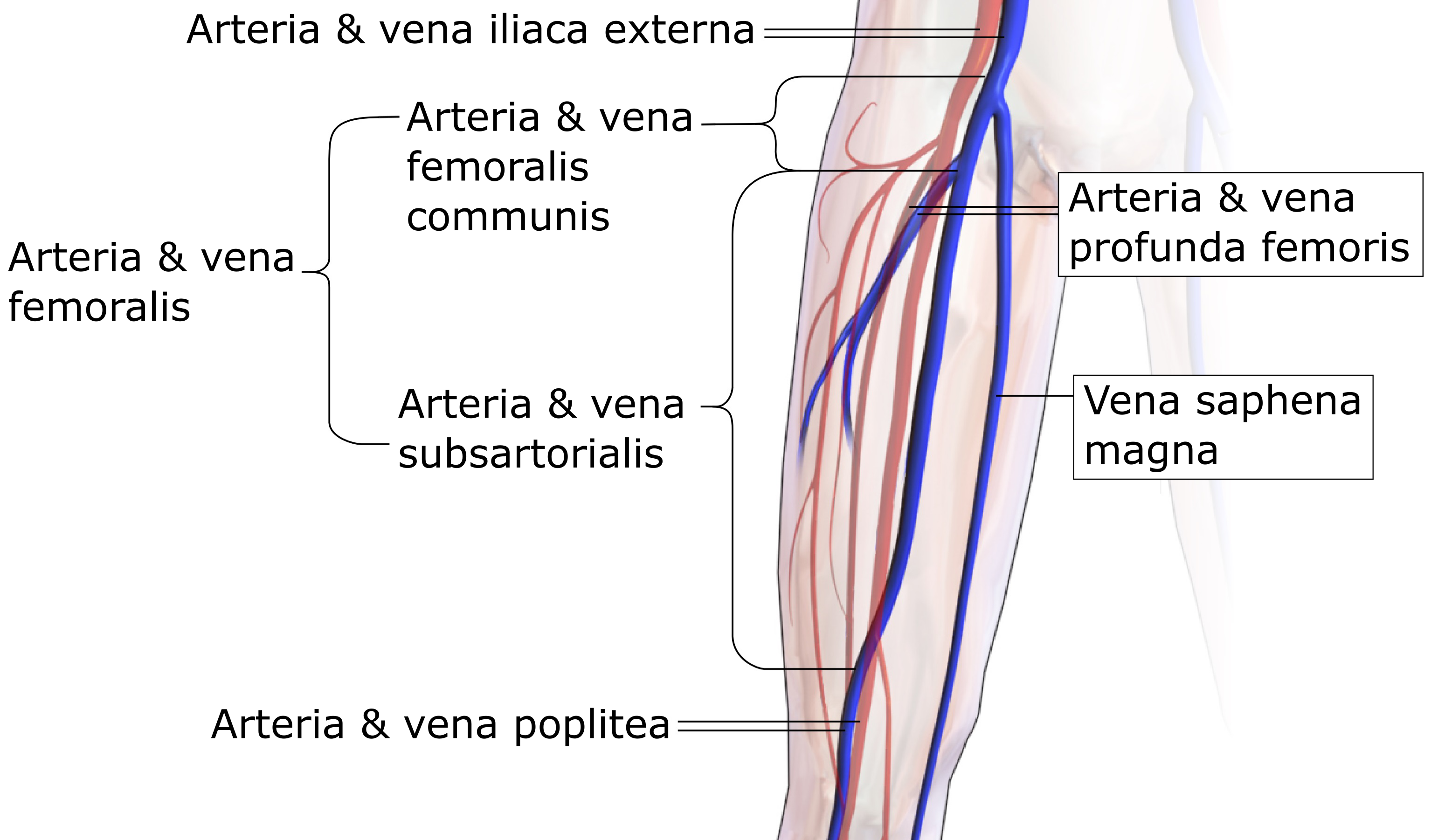
Lårbenets blodkärl.
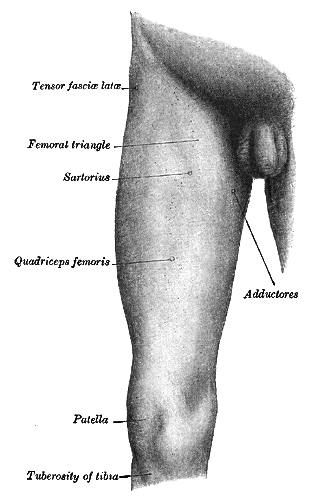
Frontal-medial vy av höger lår. Illustratrion: Gray's Anatomy, 1918. (PD)

## Vidare information
- Rörelseapparatens anatomi, Finn Bojsen-Møller, Liber, ISBN 91-47-04884-0
- Gray's Anatomy 13. Surface Anatomy of the Lower Extremity